# Goshen (Nova Iorque)
Goshen é uma vila localizada no estado americano de Nova Iorque, no Condado de Orange. A sua área de terra é de 3,33 milha quadradas (8,6 km2), sua população é de 5 777 habitantes, e sua densidade populacional é de 1637,9 hab/mi² (segundo o Censo dos Estados Unidos de 2020). A vila foi fundada em 1714. Está localizada dentro da Municipalidade de Goshen. É a sede de condado de Orange.